# Mimetit
Mimetit är ett ovanligt blyhaltigt arsenatmineral med klorid. Lokalt kan mimetit utvinnas som blymalm. Mineralet  har likheter med fosfatmineralet pyromorfit.

## Etymologi och historia
Mineralet beskrevs första gången 1832 av den franska mineralogen François Sulpice Beudant. På grund av den stora likheten med pyromorfit benämnde han mineralet  mimetèse efter det grekiska ordet μίμησις (mímēsis) som är forngrekiska med betydelsen härma eller imitera. August Breithaupt försåg  år 1841 mineralet med ändelsen –it likt namnet på många andra mineral så att namnet blev mimetesit. Däremot valde Wilhelm von Haidinger 1845 i sina anteckningar namnet mimetit. Detta namn återfinns som mimetite (på engelska) i den officiella minerallistan från det internationella organet ”International Mineralogical Association, commission on new minerals, nomenclature and classification”.

## Egenskaper
Mimetit har hög densitet, 7,2 g/cm3 och en hårdhet av 3½–4 på mohs-skalan.
Mimetit uppträder ofta som välutvecklade kort- till långsträckta kristaller och ibland knubbig som en trätunna. Annan formutveckling är jordig, kornig eller som sfärolitiska mineralaggregat.
Mimetit har piezoelektriska egenskaper, det vill säga visar elektrisk laddning när mineralet utsätts för mekanisk belastning.

## Förekomst
Mimetit är ett sekundärmineral och förekommer i vittringszonen i arsenikhaltiga bly- och zinkfyndigheter. Typlokalen är Johanngeorgenstadt in Sachsen i Tyskland. Några andra fyndigheter finns bland annat i USA, Mexiko, England, Namibia och Australien. I Sverige finns mimetit i gruvorna Långban, Harstigen, Jakobsberg och Sjögruvan,

## Varieteter
Kampylit är en fosforhaltig varietet av mimetit med orangeröd färg och tunnformigt utseende. En violettfärgad mimetit från Långban rapporterades år 1880.

## Galleri

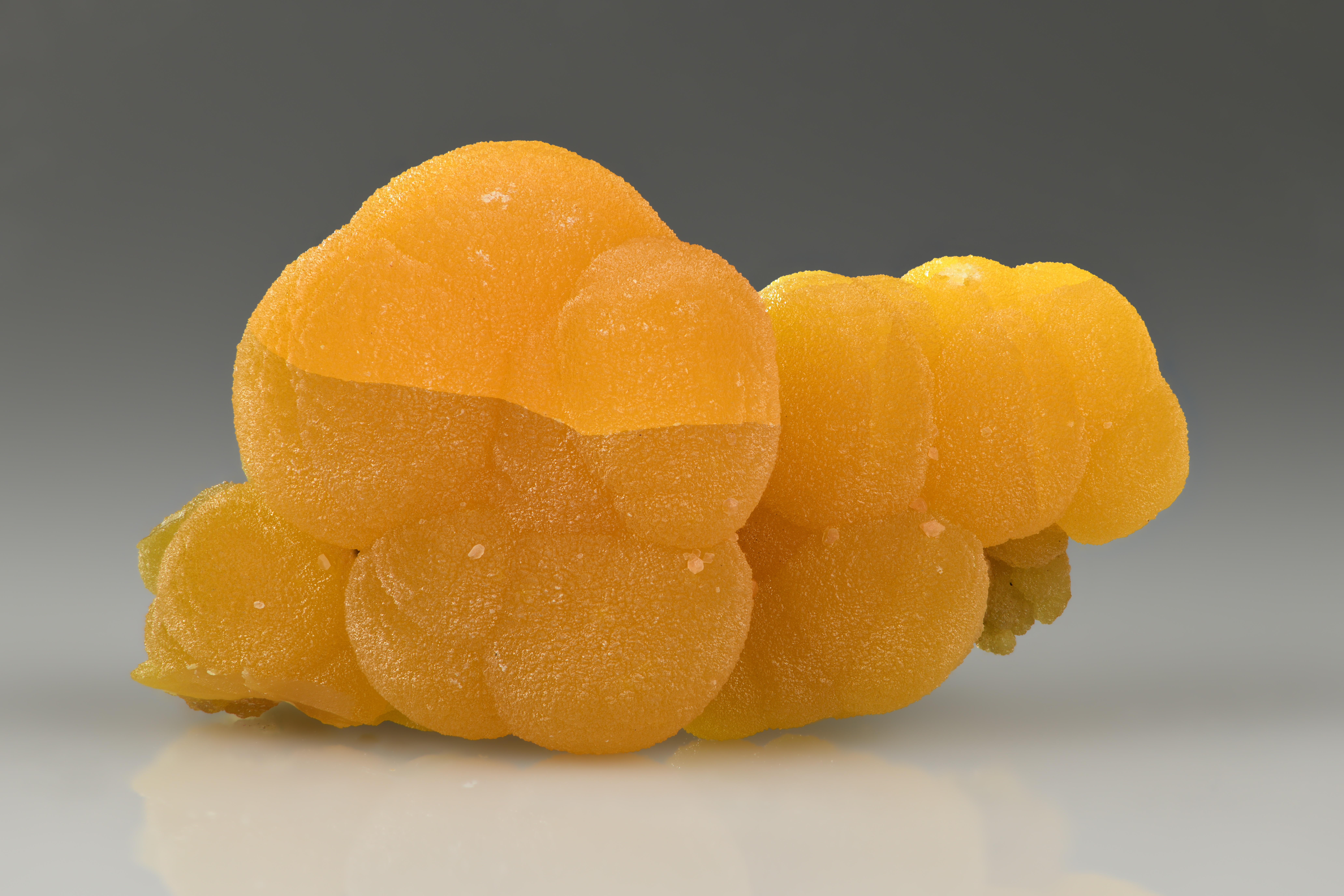
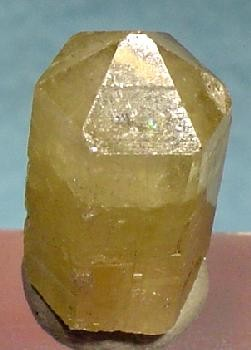
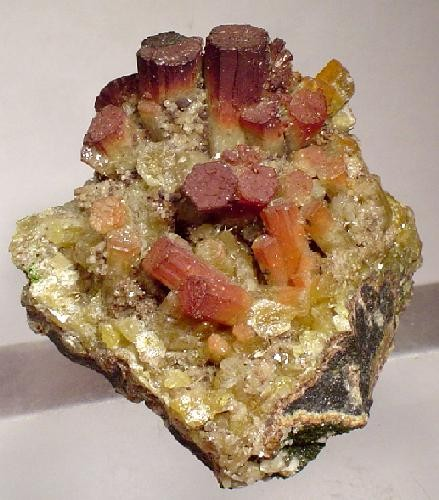
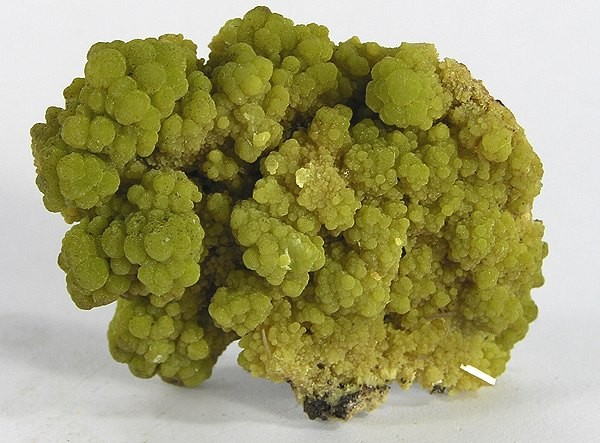
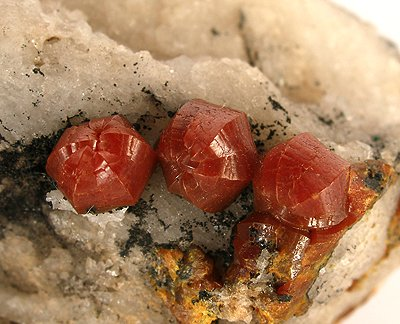